# Johann Heinrich Helmuth
Johann Heinrich Helmuth (* 30. September 1731 in Helmstedt; † 21. Mai 1813 in Calvörde) war ein deutscher lutherischer Pfarrer und Superintendent. Er wurde als Autor populärwissenschaftlicher Schriften bekannt.

## Leben
Johann Heinrich Helmuth wurde 1731 im Fürstentum Braunschweig-Wolfenbüttel geboren. Er studierte an der Universität Helmstedt Theologie und wurde 1762 mit seinem ersten Seelsorgeramt im nahe gelegenen Volkmarsdorf betraut. Auf Veranlassung Herzog Karl Wilhelm Ferdinands erhielt er 1786 die Pfarre in Calvörde und wurde 1797 zum Superintendenten ernannt. Helmuth wurde 1812 zum Dr. theol. promoviert. Er wurde zum Ehrenmitglied der Herzoglichen Deutschen Gesellschaft zu Helmstedt ernannt. 
Neben seiner geistlichen Tätigkeit widmete sich Helmuth der Aufgabe, dem in der Landbevölkerung weitverbreiteten Aberglauben durch die Publikation aufklärerischer populärwissenschaftlicher Schriften entgegenzuwirken. Er verfasste 1776 eine Einführung in die Astronomie unter dem Titel Die ersten Gründe der Sternwissenschaft. Sein 1785 erstmals erschienenes Werk Volksnaturlehre zur Dämpfung des Aberglaubens erreichte zahlreiche Auflagen und „brachte ihm Ruhm und Ansehen“. Das Buch erzielte im Fürstentum Braunschweig-Wolfenbüttel dadurch eine hohe Wirksamkeit, dass auf Kosten des Herzogs 380 Exemplare an die Schulen ausgegeben wurden. Es war für viele Jahre eines der Bücher, die  Elementarschullehrer im Unterricht verwendeten. Im Gegensatz zu einigen seiner Amtskollegen, die als Vorsorge gegen Blitzschlag das Läuten der Kirchenglocken empfahlen, setzte sich Helmuth für die Verwendung von Blitzableitern ein.

## Schriften (Auswahl)
- Beschreibung der Gestirne. Braunschweig, 1774.
- Die ersten Gründe der Sternwissenschaft, in Beziehung auf die Gestirnbeschreibung. Waisenhausbuchhandlung, Braunschweig 1776.
- Sendschreiben an Sr. Hochwohlgebohrnen den Herrn geheimen Justitzraht von Unger über die Entstehung des Nordlichts und des am 26ten Febr. 1777 Abends um 8 Uhr in Süden leuchtenden Bogens. Waisenhausbuchhandlung, Braunschweig 1777. (Digitalisat)
- Volksnaturlehre zur Dämpfung des Aberglaubens. 1785. (Digitalisat der 5. Auflage, 1803)
- Gemeinnützige Unterhaltungen über verschiedene Gegenstände aus der Naturkunde. Schulbuchhandlung, Braunschweig 1790. (Digitalisat)
- Sendschreiben an den Herrn Doktor J. K. W. über die wirkliche Erscheinung seiner Gattin nach ihrem Tode : Ein Nachtrag zur Volksnaturlehre. Schulbuchhandlung, Braunschweig 1805. (Digitalisat)
- Allg. Betrachtung über die wahre Beschaffenheit und erstaunliche Größe des Weltgebäudes. 1811.